# Hold Me (Savage Garden)
Hold Me è un singolo del gruppo musicale australiano Savage Garden, pubblicato il 13 novembre 2000 come sesto estratto dall'album Affirmation.

## Tracce
CD Maxi
1. Hold Me (Radio) – 3:54
2. Hold Me (Australian) – 4:36
3. I Want You (Acoustic Live) – 2:47
4. I Knew I Loved You (Live) – 4:56

CD Maxi 2
1. Hold Me – 4:50
2. Hold Me (Live) – 5:10
3. The Best Thing (Live) – 5:29
4. Affirmation (Almighty Remix) – 8:04

## Classifiche
| Classifica (2000) | Posizione massima |
| ----------------- | ----------------- |
| Germania          | 79                |
| Irlanda           | 31                |
| Nuova Zelanda     | 13                |
| Regno Unito       | 16                |